# 喜马拉雅红杉
喜马拉雅红杉（学名：Larix himalaica）是松科落叶松属的植物。分布于尼泊尔以及中国大陆的西藏吉隆等地，生长于海拔3,000米至3,500米的地区，常生长在河滩、河谷林下或山坡，目前尚未由人工引种栽培。

## 别名
喜马拉雅红落叶松（植物分类学报）